# Margaretha Florina
Margaretha Florina var en postmästare verksam i östra Sverige (dagens Finland). Hon fick myndigheternas tillstånd att överta ämbetet som kunglig postmästare i Karleby, Sverige (nu Finland) efter sin make, och utövade ämbetet från 1695 till 1705. Hon var den sista kvinnan i Finland som fick tillstånd att överta ett ämbete efter sin make i egenskap av änka. 